# Edmund Krüger

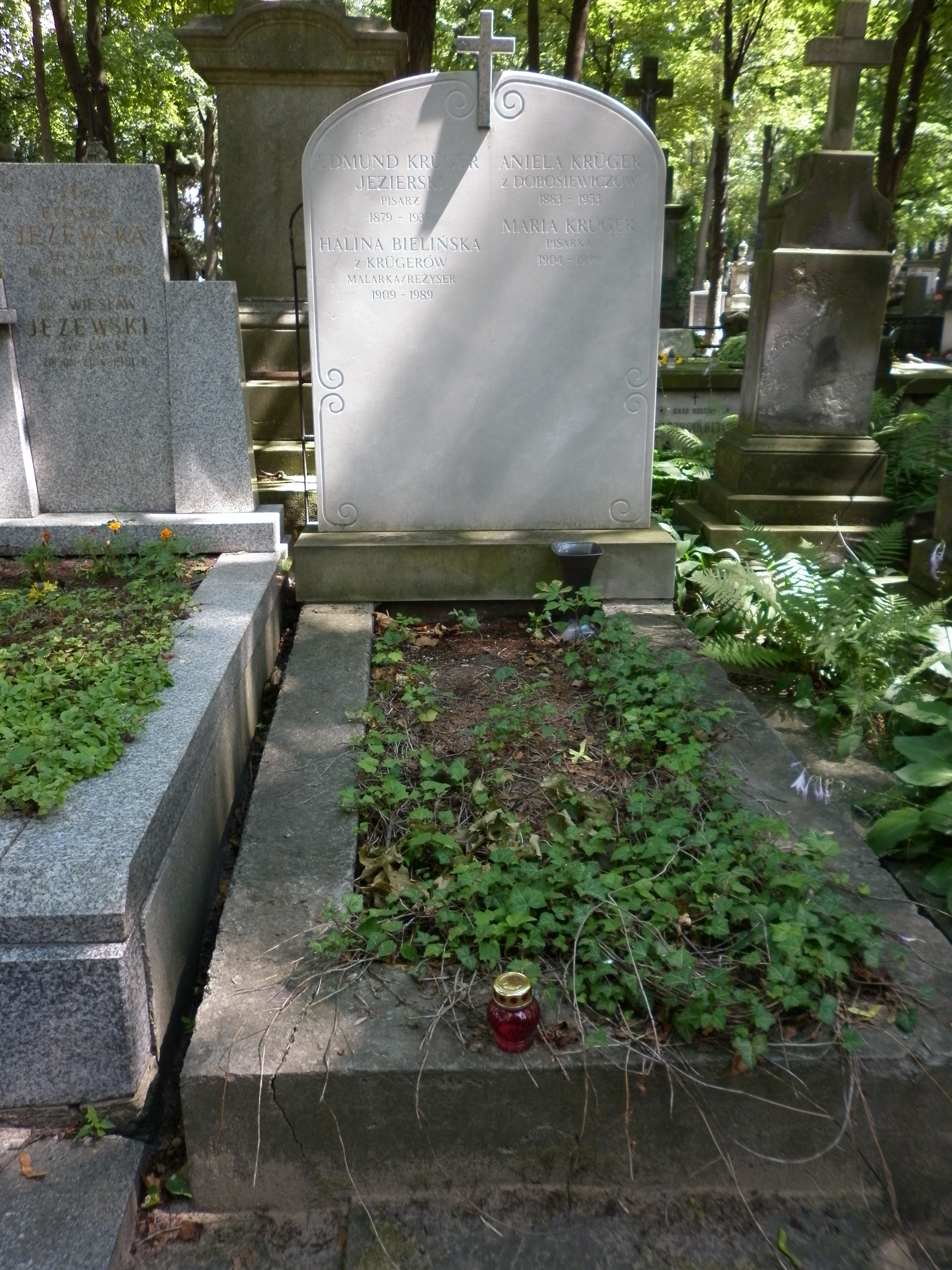
Grób rodziny Krügerów na cmentarzu Powązkowskim

Edmund Jan Krüger, pseudonim Edmund Jezierski, Janusz Kruk (ur. w listopadzie 1881 w Warszawie, zm. 11 lipca 1935 tamże) – polski publicysta i prozaik, wywodzący się z rodziny drukarskiej i sam zajmujący się drukarstwem.

## Życiorys
Syn Józefa Krügera i Ludwiki z Jezierskich. Początkowo pracował jako pomocnik drukarski. Mając 17 lat debiutował w „Bluszczu” nowelami i opowiadaniami. W latach 1904–1905 współpracował z „Kurierem Porannym” i „Przyjacielem Dzieci”, później był urzędnikiem. W okresie 1922–1935 pracował w Wydziale Prasowym Komisariatu Rządu dla m. st. Warszawy. Autor kilkudziesięciu powieści historycznych (m.in. Przygody młodego ułana, 1911; Przez krwawe boje, 1911; W wąwozach Somosierry, 1912; Odnowiciel, 1915) oraz powieści współczesnych o tematyce wojennej (W odmęcie wojny, 1915; Dla ciebie Polsko, 1922).
Przyjaciel żeglarza i założyciela Tatrzańskiego Pogotowia Mariusza Zaruskiego, malarza Józefa Mehoffera oraz ilustratora książek Edmunda Bartłomiejczyka.
14 października 1903 roku w parafii św. Aleksandra w Warszawie wziął ślub z Anielą Pauliną Dobosiewicz, z którą miał dwie córki: Halinę i Marię Krüger, także pisarkę.
Zmarł 11 lipca 1935 roku w Warszawie. Pochowany we wspólnym grobie wraz z żoną i córkami na cmentarzu Powązkowskim w Warszawie, kwatera 17 rząd 6, miejsce 28 (nr inw. 5709).

## Twórczość
Autor co najmniej 80 powieści i opowiadań, 11 tłumaczeń (z j. angielskiego i j. rosyjskiego), 16 redakcji i opracowań.

### Powieści i opowiadania
- Ofiary. Opowiadanie historyczne z roku 1846 (1910)
- W roku Grunwaldu. Opowiadanie historyczne (1910)
- Książę Józef Poniatowski (1911)
- Kwiat paproci (1911)
- Przez krwawe boje (1911)
- Przygody młodego ułana. Opowieść z czasów Księstwa Warszawskiego (1911)
- Witoldowi synowie (1911)
- Potomek hetmański (1912)
- W wąwozach Somosierry. Opowieść historyczna z r. 1809 (1912)
- Władca przestworzy (M. Arct, 1912, dodatek do „Nowego Świata”)
- Napoleon. Zdobywca świata (1913)
- Cuda wyspy tajemniczej (M. Arct, 1913)
- Przed wiekami (1914)
- Odnowiciel (1915)
- W odmęcie wojny (1915)
- Tadeusz Kościuszko (1917)
- Litwa z Koroną (1919)
- Ofiary (1921)
- Dla ciebie Polsko (1922)
- Serce Polski. Pamiętnik ucznia (1922)
- Wyspa elektryczna (E. Wende, 1923)
- Baśnie wschodnie (1932)
- Piłsudski (1933)
- Jan Trzeci Sobieski (1933)
- Stefan Batory (1934)
- Nieznani żołnierze
- Noc listopadowa. Piotr Wysocki
- O skarb Gwajkurów. Opowieść przygód misjonarza w Brazylji
- W tundrach Sybiru
- Za Wiarę i Ojczyznę. Obrazek prawdziwy z roku 1863

### Utopie
- Ludzie elektryczni. Powieść fantastyczna (Wyd. „Świat”, 1912) fragment w Śniąc o potędze, także jako E. Kruk (przetłumaczony na j. angielski przez Iana Stephensona, Oozlum Editions 2020 r.)
- Zwycięzcy bieguna. Powieść fantastyczna (M. Arct, 1912)
- A gdy komunizm zapanuje. Powieść przyszłości (S. Cukrowski, 1927)
- Palę Moskwę (S. Cukrowski, 1930)
- Andrzej Żarycz. Powieść – niestety fantazja (S. Cukrowski, 1930)
- Wyspa Lenina (S. Cukrowski. W. 1931)
- Precz z kryzysem. Powieść – niestety utopia (S. Cukrowski, 1934)[5].